# Erica multumbellifera
Erica multumbellifera är en ljungväxtart som beskrevs av Ignaz Friedrich Tausch. Erica multumbellifera ingår i släktet klockljungssläktet, och familjen ljungväxter. Inga underarter finns listade i Catalogue of Life.

## Bildgalleri

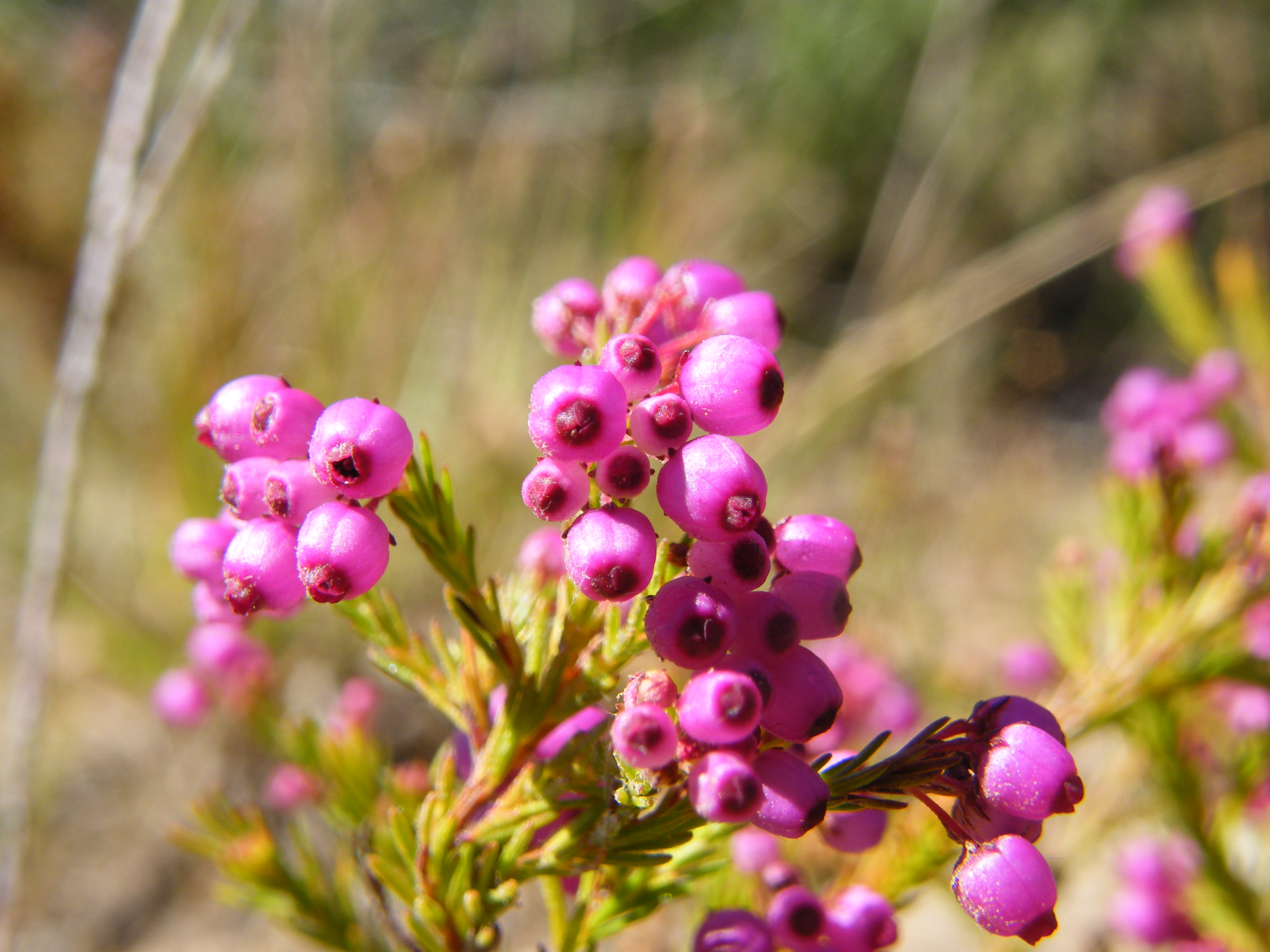